# Hyundai Trajet
Hyundai Trajet är en MPV med plats för sju som presenterades 1999. Modellnamnet är franska och betyder ungefär "att resa komfortabelt". Modellen utvecklades främst för den nordamerikanska marknaden och säljs, liksom koncernkollegan Kias Carnivalmodell, med det låga priset som främsta argument. Komfortutrustningen är dock diger redan från standard. Sämre ställt är det på säkerhetssidan och Trajet fick endast ett mediokert resultat när den testades av den oberoende organisationen EuroNCAP. År 2004 genomgick modellen en lättare ansiktslyftning, vilket bland annat inkluderade färglösa/silverfärgade klarglasbaklyktor och en uppdaterad interiör. I Sverige erbjuds modellen med två fyrcylindriga motorer med antingen bensin- eller dieseldrift, samt en sexcylindrig bensinmotor i toppmodellen.